# Briony Fer
Briony Fer (21 de octubre de 1956) es una historiadora de arte, crítica y curadora británica; profesora de historia del arte en el University College de Londres. Ha escrito extensamente sobre diversos temas del arte del siglo XX y contemporáneo. Ha escrito ensayos sobre numerosos artistas contemporáneos, como Gabriel Orozco, Vija Celmins, Jean-Luc Moulène, Roni Horn, Ed Ruscha y Rachel Whiteread. Uno de los ejes de su investigación es el arte de la escultora estadounidense Eva Hesse, como cuando escribió el catálogo de la retrospectiva de la artista de 2002, curada por Elisabeth Sussman en el Museo de Arte Moderno de San Francisco.Desde 2015 es miembro de la academia británica (FBA), en la sección de historia del arte y música.

## Primeros años y educación
Fer estudió Historia del Arte en la Universidad de Sussex y obtuvo su grado de licenciada en 1979. Terminó su doctorado, también en la Universidad de Essex, en 1988 con una disertación sobre las vanguardias soviéticas y francesas. La tesis fue asesorada por los profesores Dawn Adès y Michael Podro.

## Carrera
En 1980 Fer se incorporó al Departamento de Historia del Arte de la Open University (OU), donde desarrolló los ensayos publicados en los libros de texto Modernity and Modernism, publicados en 1993 por la OU y Yale University Press. Se unió al Departamento de Historia del Arte del University College en 1990, donde fue ascendida a Profesora en 2005.
Fer también ha sido curadora de numerosas exposiciones, como la muestra de Gabriel Orozco en la Fruitmarket Gallery de Edimburgo en 2013.
En 2025 curó la exposición Gabriel Orozco: Politécnico Nacional, una retrospectiva de la obra de Gabriel Orozco, en el Museo Jumex.

## Otras actividades
Fer fue miembro de los jurados que seleccionaron a Isa Genzken (2019), Michael Rakowitz (2020), Senga Nengudi (2023) y Otobong Nkanga (2024) para el Premio Nasher.

## Publicaciones

### Publicaciones de Fer
- On Abstract Art (2000, Yale University Press)
- The Infinite Line (2004, Yale University Press)

### Catálogos con ensayos de Fer
- Jean-Luc Moulene (2009)
- Karla Black - Brains are Really Everything (2011)
- Gabriel Orozco - Thinking in Circles (2013)[8]